# Via Moretto
Via Moretto è una via di Brescia che attraversa la zona sud del centro storico in direzione est-ovest, su un percorso di quasi un chilometro. Ha inizio a ovest come diramazione da corso Martiri della Libertà e si conclude a est in piazza Moretto, in vicinanza del monumento al Moretto linea con il portale di palazzo Martinengo da Barco dove ha sede la pinacoteca Tosio Martinengo. La via, sulla quale si affacciano sei chiese, tre piazze e numerosi palazzi storici, è dedicata al Moretto, massimo pittore del rinascimento bresciano, e collega tra loro importanti zone del centro storico.

## Storia
Il tracciato regolare della via è precedente al piano urbanistico di Alberico da Gambara, che nel 1237 pianifica la viabilità delle aree appena incluse nell'ampliamento delle mura fatto eseguire dai Visconti. Alberico, nel suo piano urbanistico, indica il tracciato di via Moretto già come "strada vecchia" che costeggia i possedimenti degli Umiliati.
Dal punto di vista archeologico, sono molteplici i ritrovamenti che confermano l'antichità della strada: nel tratto orientale compreso fra piazzetta Sant'Alessandro e piazza Moretto, è stato rinvenuto nel 1991 un basolato stradale di epoca romana posteriore al II secolo d.C., quando l'incremento demografico portò a uno sviluppo urbanistico anche al di fuori della cerchia muraria di Brixia. Sul tracciato romano si affacciavano anche edifici precedenti, databili al I secolo d.C., le cui pavimentazioni sono state rinvenute sotto il livello del basolato stradale. In prossimità di questo nucleo insediativo era inoltre presente una struttura monumentale in opera cementizia, forse un arco trionfale o una porta urbica. Le poderose murature di questo complesso sono state individuate nell'angolo tra via Moretto e via Francesco Crispi, proprio su piazza Moretto, che costituiva il prolungamento meridionale del cardo maximus cittadino.
Durante il Medioevo la zona a nord della via viene occupata dagli insediamenti degli Umiliati di Gambara, di San Marco de Medio, di San Luca e delle Umiliate di Santa Maria Maddalena, comunità attirate in quest'area non solo dalla disponibilità di terreni esterni alla cerchia muraria, offerti dal vescovo per ragioni di promozione della vita religiosa, ma anche dalla ricchezza di acque necessarie alle loro attività produttive. La presenza di numerosi canali come il Garza, il Bova e il Celato diretti a sud e il Molin del Brolo, orientato verso est, diedero impulso alla costruzione di numerosi mulini e opifici, alcuni dei quali sorsero in prossimità delle chiese di San Lorenzo, Sant'Alessandro e San Bartolomeo.

Dal punto di vista spirituale fu particolarmente rilevante l'insediamento del convento di San Domenico, situato a sud della via e demolito nel secondo dopoguerra. San Carlo Borromeo soggiornò nel complesso domenicano dal 24 febbraio al 24 marzo 1580, durante la sua visita apostolica alla città. Nel 1844, nei locali del convento di San Domenico, sorse l'Ospedale Maggiore cittadino, trasferendo qui le funzioni del quattrocentesco Ospedale di San Luca, anch'esso affacciato sulla via. L'Ospedale Maggiore occupò diverse strutture assistenziali già edificate nel corso del Cinquecento, come l'Ospedale degli Incurabili del 1523, l'Infermeria e la chiesa di Santa Maria della Pietà.
Il quadrilatero compreso fra corso Zanardelli, via San Martino della Battaglia e via Cavour, attraversato dal lungo percorso di via Moretto che ne costituiva il fulcro, mantiene il ruolo di sede delle istituzioni ospedaliere cittadine per quasi seicento anni, dalla fondazione dell'Ospedale di San Luca fino al definitivo trasferimento dell'Ospedale Maggiore, avvenuto nella prima metà del Novecento. Proprio in questo periodo, la via assume la denominazione attuale, cambiando l'antico toponimo di "via dell'Ospedale" in "via Moretto", in onore del grande pittore al quale, nel 1898, era già stata dedicata Piazza Moretto con il grande monumento al centro. Il carattere ospedaliero di gran parte della via è comunque ancora presente a causa della presenza dell'Ospedale di Sant'Orsola, pienamente attivo e con parte delle strutture affacciate su via Moretto, fra le quali la chiesa di Sant'Orsola, cappella ospedaliera.
La via subì nuove modifiche nel secondo dopoguerra, come già accennato, con la demolizione del convento domenicano per la costruzione del nuovo centro finanziario, che ancora oggi trova qui sede.

## Galleria d'immagini

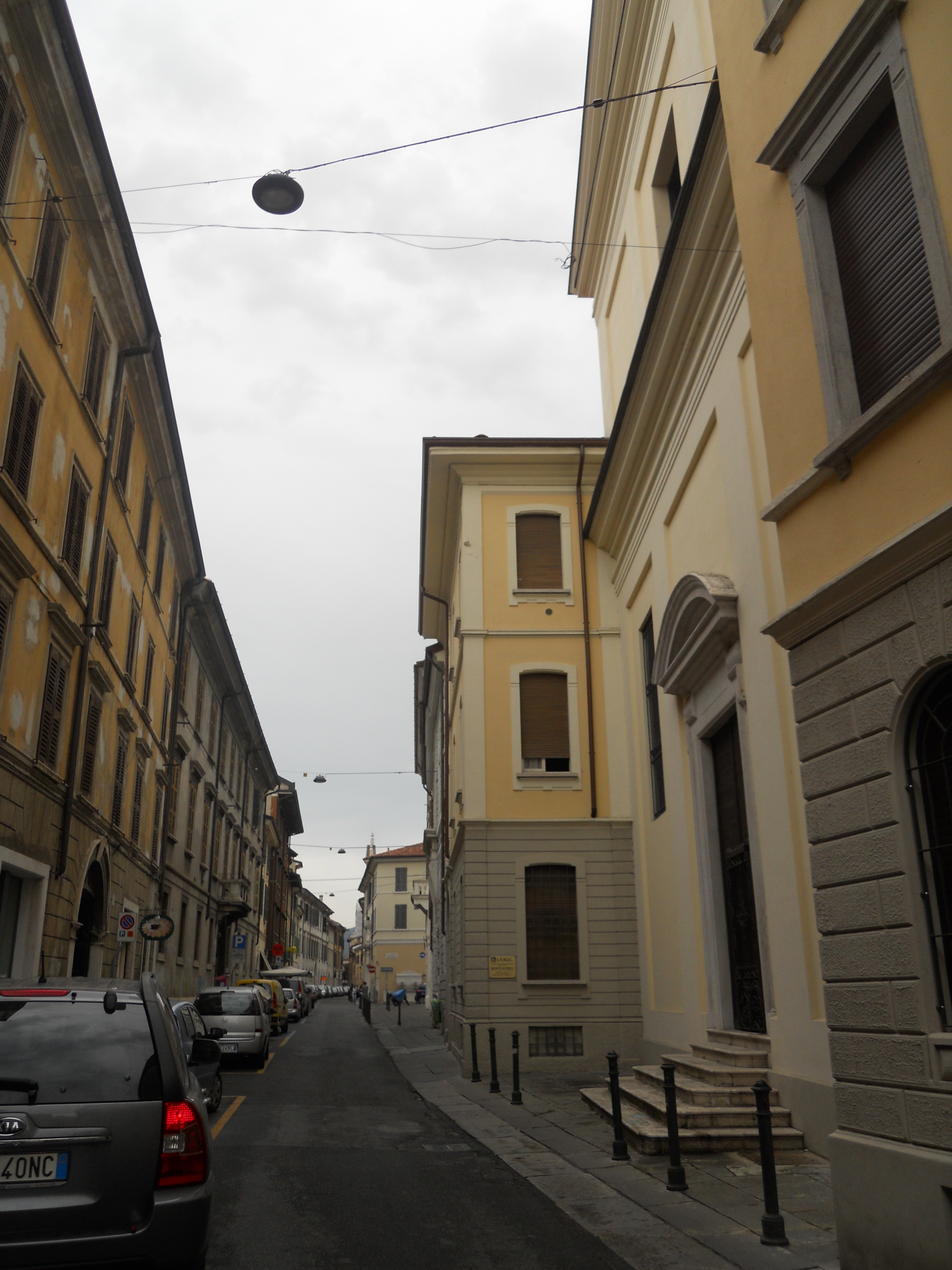
L'estremità ovest della via. A destra si vede la chiesa di San Carlo
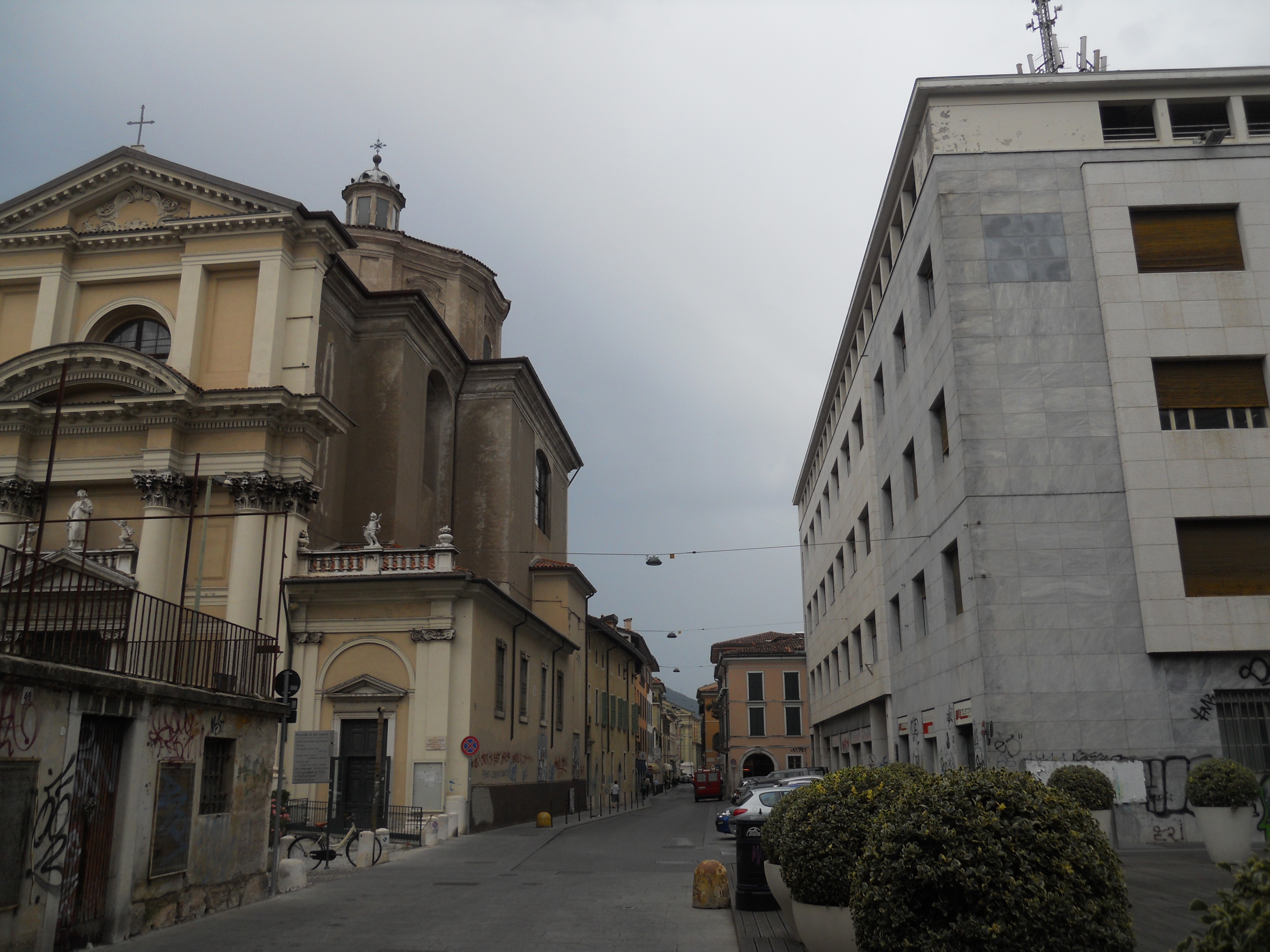
Via Moretto da piazza San Domenico. A sinistra la chiesa di San Lorenzo. Sul fondo del cannocchiale visivo si scorge la chiesa di Sant'Alessandro
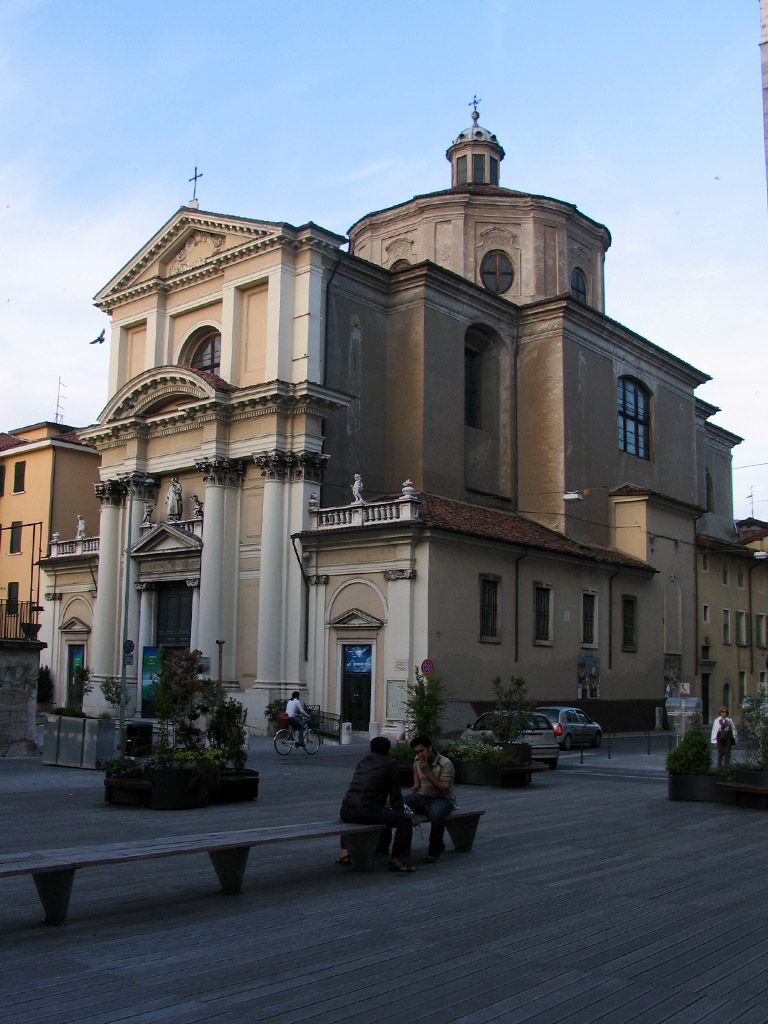
La chiesa di San Lorenzo con via Moretto che corre parallela all'edificio
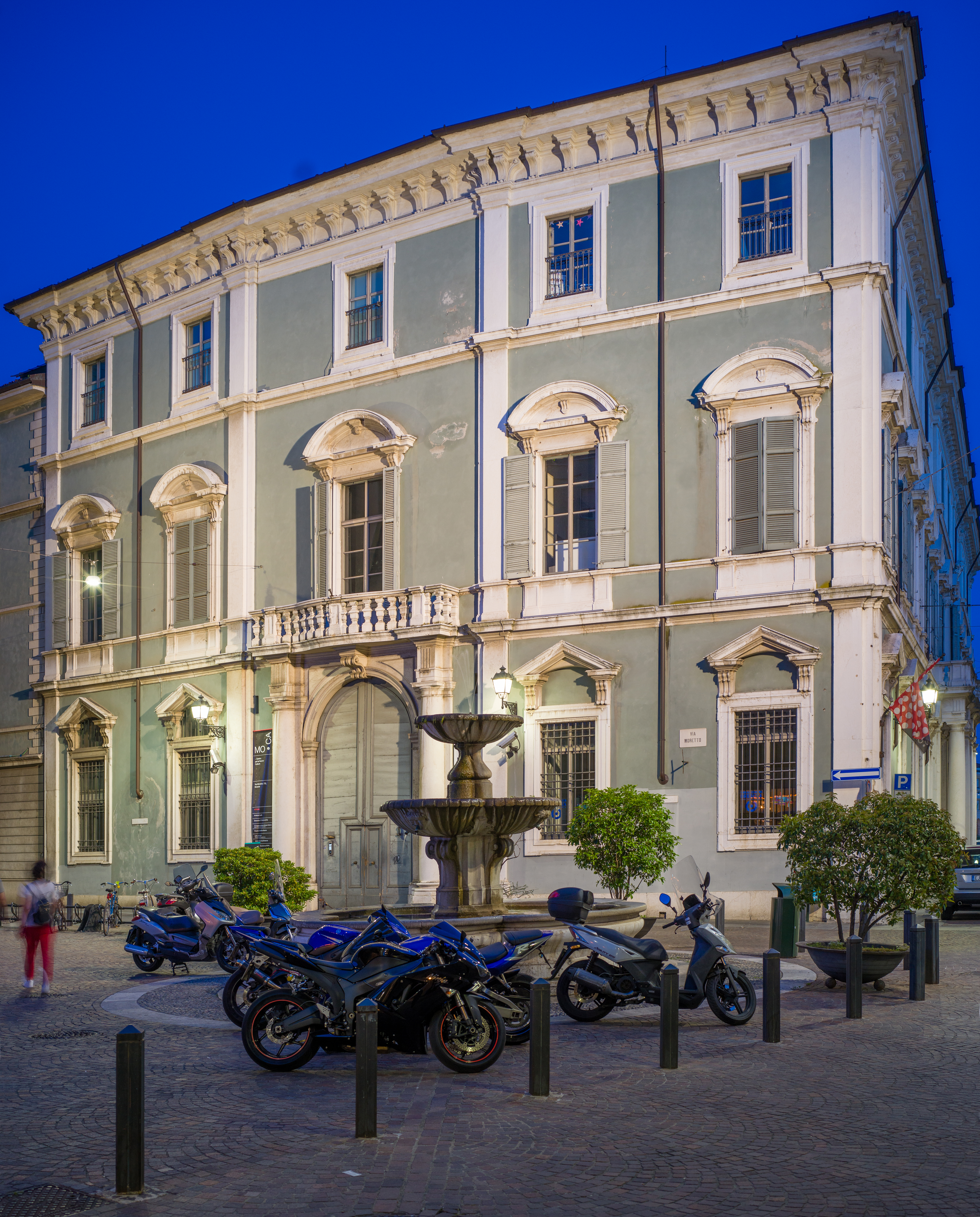
Palazzo Martinengo Colleoni di Malpaga, a fianco del quale passa via Moretto per poi arrivare verso la Pinacoteca